# Heodes lateradiata
Heodes lateradiata är en fjärilsart som beskrevs av Schultz 1905. Heodes lateradiata ingår i släktet Heodes och familjen juvelvingar. Inga underarter finns listade i Catalogue of Life.